# Prix du citoyen européen
Le prix du citoyen européen est un prix créé en 2008 par le Parlement européen.
Ce prix est décerné chaque année à des projets ou à des initiatives facilitant la coopération européenne et la promotion de valeurs communes. Après avoir été récompensés dans leur propre pays, les lauréats se retrouvent à Bruxelles pour une cérémonie de remise de prix.

## Le prix
Depuis 2008, le Parlement européen décerne chaque année le Prix du citoyen à des projets et des initiatives qui facilitent la coopération transnationale ou qui promeuvent la compréhension mutuelle au sein de l’Union européenne. Le prix vise également à saluer le travail de ceux qui défendent les valeurs européennes à travers leurs activités quotidiennes.
Chaque député peut nominer une personne ou une organisation. Les députés d’un même pays sélectionnent ensuite leurs candidats nationaux, et un jury présidé par Sylvie Guillaume désigne les lauréats.

## Lauréats

### 2008
Il y a 37 lauréats en 2008.
- : Luigi Ciotti
- : Organisation des nations et des peuples non représentés

### 2010
Il y a 30 lauréats en 2010.
- : Csaba Böjte
- : Carlo Petrini

### 2012
Il y a 37 lauréats en 2012.
- : Paul Brusson
- : Europa Feesten
- : Age friendly cities

- : Les Jeunes Européens-France pour le magazine participatif Le Taurillon

- : Association européenne pour l'Eifel et les Ardennes

### 2013
Il y a 43 lauréats en 2013.
- :  Les rencontres culturelles du Château d'Orion
- :  Working Together
- : Vents et Marées
- : Lobby européen des femmes
- : Boris Pahor

### 2014
Il y a 46 lauréats en 2014.
- : Bednet
- : Skills Belgium
- : Libera
- : Andrei Pleșu
- : Alojz Rebula
- : Bulli Tour Europa (Rodéo d'âme)

### 2015
Il y a 47 lauréats en 2015.
- : Die gewollte Donau
- : Davide Martello
- : PAMINA Nachwuchsschwimmfest
- : Gemeinsam leben und lernen in Europa e.V.

- : Netzwerk sozialer Zusammenhalt

- : Schone Kleren Campagne
- : Territoires de la Mémoire

- : Народно читалище „Бъдеще сега 2006"

- : Hrvatska gorska služba spašavanja

- : Τάκης Χατζηδημτρίου και Ali Tuncay

- : PhDr. Marek Hrubec, PhD.
- : Člověk v tísni

- : Rafel Walid Karim Shamri

- : Fundación Barraquer Spain
- : La Ciudad Accesible Spain

- : Katri Raik

- : Ikäihmisten olohuone

- : Innovaction
- : Antoine Deltour
- : Yves D. Robert
- : Serge Laborderie

- : Tina Ellen Lee
- : SLYNCS
- : Carole Roberts

- : Μητροπολιτικό Κοινωνικό Ιατρείο Ελληνικού
- : Κοινωνική Κουζίνα - ο Άλλος Άνθρωπος

- : Miskolci Speciális Felderítő és Mentőcsoport
- : Davidovics László

- : Lydia Foy

- : Istituto di Medicina Solidale Onlus
- : Medici con l'Africa CUAMM
- : Don Michele De Paolis
- : Gaia Ferrara

- : Rūta Dimanta

- : Asociacija „Lietuvos neįgaliųjų forumas“

- : Tessy Fautsch

- : Richmond Foundation

- : Stichting Heart for Romania
- : Euriade e.V.

- : Fundacja Oswoić Los
- : Fundacja Integracji Społecznej PROM

- : Mário João de Oliveira Ruivo
- : Instituto Marquês de Valle Flôr
- : Maria Manuela Ramalho Eanes

- : Drago Jančar
- : Tomo Križnar

- : Romska Ungdomsförbundet

### 2016
Il y a 50 lauréats en 2016.
- : Mobile School

- : Sur les pas d'Albert Londres
- : Pushing
- : Citoyennes pour l'Europe
- : Alexandre Schon

- : Paul Galles

### 2017
Il y a 49 lauréats en 2018. 
- : Pulse of Europe
- : Bürger Europas
- : Herta Hoffmann
- : Junge Aktion der Ackermann-Gemeinde

- : Mosaik

- : Médecins du monde - Belgique
- : Hope for girls

- : Κύπρος Αμερίκος Αργυρίου

- : Tvrtko Barun
- : udruga Transplant

- : CERMI (Comité español de representantes de personas con discapacidad)
- : Plataforma de afectados por Hepatitis C
- : Buscant Alternatives

- : Let's do it! World, Teeme Ära

- : SámiSoster ry

- : Saint-Omer Cricket Club Stars
- : Robert Hébras
- : Agence de Développement rural Europe et Territoires
- : Mouvement du Nid / Délégation du Bas-Rhin

- : Students and Refugees Together (START)- Avril Bellinger

- : PRAKSIS
- : Αικατερίνη Παναγοπούλου
- : Μπορούμε

- : Szilárd István
- : Széll Tamás

- : Border Communities Against Brexit
- : Foróige

- : Fondazione Opera Immacolata Concezione ONLUS
- : Don Virginio Rigoldi
- : Pescatori siciliani di Mazara del Vallo
- : #VORREIPRENDEREILTRENO ONLUS

- : Labdarības maratona “Dod Pieci” komanda

- : Lietuvos moterų lobistinė organizacija

- : Davide Sousa Moura

- : Għaqda Każini tal-Banda

- : "Glaskunst langs de Maas" van Stichting Ecrevissecomité Obbicht
- : Brexpats - Hear our voice

- : Ewa Dados
- : Mazowieckie Stowarzyszenie Pracy dla Niepełnosprawnych „De Facto”
- : Stowarzyszenie Drogami Tischnera

- : Teresa de Sousa
- : Plataforma de Apoio aos Refugiados

- : Strom života
- : Charita CR

- : Cristian Pantazi
- : Mihály Bencze

- : ZDUS - Zveza društev upokojencev Slovenije

- : Ján Benčík

- : Hej främling!

### 2018
Il y a 46 lauréats en 2018. 
- : Centre Mondial de la Paix
- : La Maison des Femmes de Saint-Denis
- : Plateforme citoyenne de soutien aux réfugiés

### 2020
Il y a 30 lauréats en 2020  :
- : Association Banlieue Santé
- : Opération #Enmodeconfiné

### 2021
Il y a 27 lauréats en 2021  :
- : Particip-Action : Dialogue citoyen franco-allemand pour la coopération transfrontalière